# Michael Akasius Toppo
Michael Akasius Toppo (ur. 8 maja 1955 w Gormara) – indyjski duchowny rzymskokatolicki, od 2008 biskup Tezpur.

## Życiorys
Święcenia kapłańskie przyjął 26 stycznia 1986 i został inkardynowany do diecezji Tezpur. Po święceniach został prefektem niższego seminarium, zaś w latach 1988-1996 pracował w różnych parafiach diecezji. W 1996 mianowany rektorem niższego seminarium, zaś w 2005 został ekonomem diecezjalnym i kanclerzem kurii.
3 grudnia 2007 został prekonizowany biskupem Tezpur. Sakry biskupiej udzielił mu 2 marca 2008 abp Pedro López Quintana.